# Giorgi Czcheidze
Giorgi Czcheidze (ur. 30 października 1997) – gruziński sztangista.

## Życiorys
Uczestniczył w Letnich Igrzyskach Olimpijskich w 2016 reprezentując Gruzję, oraz w Mistrzostwach Świata w Podnoszeniu Ciężarów w 2015.

## Wyniki

### Igrzyska olimpijskie
| Rok  | Konkurencja | Rwanie | Rwanie  | Podrzut | Podrzut | Razem  | Pozycja | Źródło                  |
| Rok  | Konkurencja | Wynik  | Pozycja | Wynik   | Pozycja | Razem  | Pozycja | Źródło                  |
| ---- | ----------- | ------ | ------- | ------- | ------- | ------ | ------- | ----------------------- |
| 2016 | – 105 kg    | 170 kg | 14.     | 208 kg  | DNF     | 170 kg | DNF     | [ 2 ] [ 3 ] [ 4 ] [ 5 ] |

### Mistrzostwa Świata
| rok  | konkurencja | Rwanie | Podrzut | Punkty | Punkty  | Źródło |
| rok  | konkurencja | Rwanie | Podrzut | wynik  | miejsce | Źródło |
| ---- | ----------- | ------ | ------- | ------ | ------- | ------ |
| 2015 | – 105 kg    | 168    | 207     | 375    | 16      | [ 6 ]  |